# Mellem to verdener (film fra 1924)
 For alternative betydninger, se Mellem to verdener. (Se også artikler, som begynder med Mellem to verdener)
Mellem to verdener (originaltitel In Every Woman's Life) er en amerikansk stumfilm fra 1924 instrueret af Irving Cummings.

## Medvirkende
- Virginia Valli som Sara Langford
- Lloyd Hughes som Julian Greer
- Marc McDermott som Coti Desanges
- George Fawcett som Douglass Greer
- Vera Lewis som Diana Lansdale
- Ralph Lewis
- Stuart Holmes som Charles Carleton
- John St. Polis som Dr. Philip Logan